# Manuel Correia de Bastos Pina
Manuel Correia de Bastos Pina (Oliveira de Azeméis, Carregosa, Quinta da Costeira, 19 de novembro de 1830, baptizado no mesmo ano a 26 do mesmo mês – Coimbra, 19 de Novembro de 1913) foi 57.º Bispo de Coimbra e 22.º Conde de Arganil de juro e herdade de 1872 a 1913, ano em que morreu.

## Santuário de Nossa Senhora de Lourdes em Carregosa
A faceta mariana deste bispo católico revela-se no santuário que mandou construir junto à sua residência familiar, na Quinta da Costeira, em Carregosa. O santuário evoca a Nossa Senhora de Lourdes, e teve a sua inauguração no dia 31 de Agosto de 1902, estando presentes o núncio apostólico e vários prelados portugueses, entre os quais pelo menos cinco bispos. Esta cerimónia foi presidida pelo então Bispo do Porto, D. António José de Sousa Barroso. Perante milhares de peregrinos, houve indulgências e graças apostólicas concedidas pelo papa Leão XIII. O Bispo de Coimbra era Confessor oficial do príncipe D. Luís Filipe e do duque de Beja D. Manuel. Era muito amigo da rainha D. Amélia.

## Atividade Política
Seguindo a encíclica papal Au milieu des sollicitudes, comummente conhecida como «Carta sobre o Ralliement», publicada a 16 de fevereiro de 1892, por Leão XIII, apresentou, junto com o Conde de Casal Ribeiro e com D. Augusto Eduardo Nunes, arcebispo de Évora, na Câmara dos Pares, na sessão de 27 de novembro de 1894, o Centro Católico Parlamentar, organização política católica que pretendia congregar membros dos dois principais partidos políticos da época, o Partido Regenerador e o Partido Progressista.
A organização acabou por fracassar no ano seguinte à sua fundação, mas inspirou o surgimento do Partido Nacionalista, fundado por Jacinto Cândido em 1903.
Mandou construir o primeiro bairro operário de Portugal, em Coimbra, no ano em que completava 25 anos do seu episcopado, em 1897.
Monárquico convicto, mas crítico do regalismo e fiel ao Papa, tinha quase 80 anos quando se deu a Implantação da República que lhe veio a ocupar o paço episcopal em Coimbra, entre outras medidas anticlericais.
Era padrinho do último monarca português D. Manuel II.

## Atividade Cultural
Fundou o Museu de Arte Sacra, reunindo objetos desde 1881, que, em 1910, foi incorporado no Museu Nacional de Machado de Castro.